# 法国综合理工院校网络
法国综合理工院校网络（法語：Réseau Polytech）是法国的一个工程师学校联盟，共有15所成员学校。成员均为2019年有授予工程师头衔资格的205所学校。联盟成立于2004年，目的是增加成员在法国和国际上的知名度。 
成员学校皆通过毕业会考后的Geipi Polytech或e3a竞赛进行招生。 

## 历史
法国大学内部的综合理工学校源于1985年的法律：在成立技术大学的同时，也在大学内部建立一批大学综合理工中心进行工程师培养。。
但直到1999年，这条法律都没有被执行。2000年1月1日，南特大学的两所内部学校高等电子技术教学研究院（IRESTE）和热、能与材料工程科学院（ISITEM）与圣纳泽尔的一所私立学校 ESA-IGELEC 合并成立了第一所大学综合理工学院：南特大学综合理工学院。
教育部此次合并的目的是为大学内部工程师学校合并提供一个示范，因为当时的各所大学有越来越多的工程师学校，但却都只只专注于一个学科，并没有很好的知名度。这个灵感来自于运作很好的大学技术学院，“大学综合理工学校”的名称也被保留了下来。学校在大学内部有独立的管理与选择发展方向的自主权，并由一个被选举出的委员会和由高等教育部根据委员会建议任命的校长。很快的，其他的大学共和理工学校也开始成立：2001年马赛，2002年里尔等等。这些学校组成了一个有共同标志、法律地位、宣传方针和教学合作的网络。
克莱蒙-费朗、里尔、蒙彼利埃和格勒诺布尔的大学综合理工学校共同成立了埃菲尔网络，此网络在2004年正式加入 Polytech 网络并带来了招生与教学的组织经验。
Polytech网络2004年成立时确定了接受新成员学校的方针，和共同的招生规则与办公室。2010年，新的视觉识别系统开始使用。

## 成员
截至2019年，Polytech 网络共包括15所工程师学校：
| 学校                                | 法语名称                                                                               | 建校时间                                      |
| ----------------------------------- | -------------------------------------------------------------------------------------- | --------------------------------------------- |
| 昂热大学综合理工学校                | École polytechnique de l'université d'Angers                                           | 2019年                                        |
| 马赛大学综合理工学校                | École polytechnique universitaire de Marseille                                         | 2001年                                        |
| 克莱蒙-奥弗涅大学综合理工学校       | Ecole polytechnique universitaire de l'université Clermont-Auvergne (Clermont-Ferrand) | 原建于1969年，2006年更名为 Polytech           |
| 萨瓦大学综合理工学校                | École polytechnique universitaire de Savoie (Annecy, Chambéry)                         | 2006年由 ESIGEC 与 ESIA 合并而成              |
| 格勒诺布尔-阿尔卑斯大学综合理工学校 | École polytechnique de l'université Grenoble-Alpes                                     | 2002年                                        |
| 里尔大学综合理工学校                | École polytechnique universitaire de Lille                                             | 2002年                                        |
| 里昂一大综合理工学校                | École polytechnique universitaire de l'université Lyon-I                               | 2012年                                        |
| 蒙彼利埃大学综合理工学校            | École polytechnique universitaire de Montpellier                                       | 原建于1970年，2003年更名为 Polytech           |
| 洛林大学综合理工学校                | École polytechnique de l'université de Lorraine (Nancy)                                | 原建于1960年，2017年更名为 Polytech           |
| 南特大学综合理工学校                | École polytechnique de l'université de Nantes                                          | 2000年由 IRESTE、ISITEM 与 ESA-IGELEC合并而成 |
| 尼斯大学综合理工学校                | École polytechnique de l'université de Nice                                            | 2005年                                        |
| 奥尔良大学综合理工学校              | École polytechnique de l'université d'Orléans                                          | 2002年由 ESEM 与 ESPEO 合并而成               |
| 图尔大学综合理工学校                | École polytechnique de l'université de Tours                                           | 2002年                                        |
| 索邦大学综合理工学校                | École polytechnique universitaire de Sorbonne Université (Paris)                       | 2005年                                        |
| 巴黎南大综合理工学校                | École polytechnique de l'université Paris-Sud                                          | 2010年                                        |